# Eucithara striatella
Eucithara striatella é uma espécie de gastrópode do gênero Eucithara, pertencente à família Mangeliidae.